# La Clusaz
La Clusaz település Franciaországban, Haute-Savoie megyében. Lakosainak száma 1663 fő (2022. január 1.). La Clusaz La Giettaz, Cordon, Le Grand-Bornand, Manigod, Saint-Jean-de-Sixt, Sallanches, Thônes és Les Villards-sur-Thônes községekkel határos.

## Népesség
A település népességének változása:
| Lakosok száma | 1792 | 1770 | 1809 | 1734 | 1714 | 1709 | 1706 | 1701 | 1663 |
|               | 2013 | 2015 | 2016 | 2017 | 2018 | 2019 | 2020 | 2021 | 2022 |